# Rob Hubbard
Rob Hubbard, född 1955 i Kingston upon Hull, England, är en brittisk kompositör och spelmusiker. Han räknas som en av de mest kända kompositörerna för 1980-talets hemdatorer, framför allt Commodore 64 (C64) med dess ljudchip SID.
Hubbards musik för Commodore 64 har en komplex uppbyggnad och framstår som om den upptar mer än de maximalt tre tillgängliga ljudkanalerna.[källa behövs] Före 1985 var spelmusik monoton och använde sig av rena vågformer. 
Hubbards musik till Monty on the Run från 1985 tänjde på SID-chippets möjligheter och satte en ny standard för spelmusik. Med Hubbard som förebild började andra musiker komponera mer komplex musik för Commodore 64.
2016 blev Hubbard hedersdoktor vid University of Abertay Dundee.

## Ludografi
- ACE II (Cascade, 1987)
- Auf Wiedersehen Monty tillsammans med Ben Daglish (Gremlin graphics, 1987)
- Budokan: The Martial Spirit (Electronic Arts, 1989)
- Chimera (Firebird, 1986)
- Commando (Elite, 1985)
- Crazy Comets (Martech, 1985)
- Delta (Thalamus Ltd, 1987)
- I-Ball (Firebird, 1987)
- International Karate (System 3, 1986)
- International Karate + (System 3, 1987)
- Knucklebusters (Melbourne House, 1986)
- Monty on the Run (Gremlin Graphics, 1985)
- Nemesis the Warlock (Martech, 1987)
- NHL '95 (Electronic Arts, 1994)
- One Man and His Droid (Mastertronic, 1985)
- Populous (Electronic Arts, 1989)
- Sanxion (Thalamus Ltd, 1986)
- Skate or Die (introt) (Electronic Arts, 1987)
- Star Paws (Software projects, 1987)
- Warhawk (Firebird, 1986)